# Oddělovač řádů
Oddělovač řádů, též oddělovač tisíců, je obecně znak používaný pro formátovaný zápis čísel, aby se jím oddělovaly trojice cifer ve významu tisíců. Oddělují se pak obecně všechny násobky tisíců, doleva (někdy i doprava) od desetinné čárky, podle délky čísla. Někdy se používá jiný znak pro oddělování miliónů (typicky v účetnictví). Cílem je snazší čitelnost čísel pro člověka, jde o čistě grafické odsazení tisícových řádů čísel bez vlivu na skutečnou hodnotu čísla.
Normami ISO i IEC je jako oddělovač řádů po třech řádech doprava i doleva předepsána malá mezera, a to všude, kromě binárních a hexadecimálních čísel, čísel udávajících roky a čísel norem. V současné češtině se používá mezera téměř vždy.
Při ručním psaní může být použita i tečka, horní i dolní, nebo horní čárka.[zdroj?]

## Jiné jazyky
V angličtině se jako oddělovač, tzv. „digit group separator“ nebo „thousands separator“, může používat poloviční mezera („half space“) nebo čárka „,“, jako desetinný oddělovač se totiž používá desetinná tečka.
Ve stejném významu se v jazycích s desetinnou čárkou (typicky v Evropě) používá naopak tečka nebo mezera, případně apostrof.

## Na počítačích
Ve světě počítačů (a i na Wikipedii) se pro oddělení tisíců používá entita &nbsp; pro vložení nezlomitelné mezery. Typograficky se používají různé znaky, například tzv. poloviční mezera / půlmezera / mezernice, resp. přesněji řečeno čtvrtmezera (na čtvrt čtverčíku), a nejvhodněji zúžená mezera (mezera menší šířky; entita &thinsp; / &#x2009; / &#8201;). Zúženou mezeru však významná část prohlížečů nezobrazí, je proto vhodnější ji nahradit nezlomitelnou mezerou, nikoliv mezeru úplně vynechat.
Tato pravidla jsou rozsáhle a přehledně implementována (uplatněna) v příslušných softwarových produktech a aplikacích, jako je Microsoft Office, což se projeví už při přepnutí jazyka klávesnice, tzv. locale.

## Výjimky
Oddělovač tisíců se nepoužívá pro některá čtyřciferná čísla, zejména pro zápis roků.

## Příklady
- 1994 – letopočet
- 1 994,35 N – matematický zápis hodnoty fyzikální veličiny
- 1 234 567,890 123 – velké a přesné číslo, s oddělenými skupinami číslic po obou stranách desetinné čárky; země kontinentální Evropy,
  - zároveň zápis ve standardní formě, jak ho předepisuje ISO, IEC i BIPM – Mezinárodní úřad pro míry a váhy i s připuštěním obou možností: desetinné čárky i tečky.[6]
  - Austrálie dnes již používá zápis podle SI.[7]
- 1,234,567.89 – anglosaský svět (Velká Británie, USA, …), východní a jihovýchodní Asie (Japonsko, Korea (obě), Thajsko, Filipíny …).
- 1.234.567,89 – další možný zápis, v Evropě, například při zápisu peněžních částek [8]
- 1˙234˙567,89 – řídce používáno v Evropě: pro ručně psaný zápis.
- 1'234'567.89 – ve Švýcarsku používaný zápis peněžních částek, ačkoli pro nepeněžní částky běžně používají SI zápis s desetinnou čárkou, ne tečkou.
- 1'234,567.89 – pomíchaná syntax zápisu používaného v Mexiku.
- 1,2345,6789.01 – v Číně a Japonsku tradičně používají desetitisíce.
- 1,23,456.789 – jihoasijský zápis tradičně vychází z hodnoty 100 000: lach.